# Híres egriek listája

## Egerben születtek
- Ambrus Miklós (1933. május 31.–) olimpiai bajnok vízilabdázó, kapus (1964, Tokió)
- Ács Péter (1981–) nemzetközi sakknagymester, olimpiai ezüstérmes
- Ágoston Katalin (1986–) színésznő
- Antal Dóra (1993. szeptember 9.–) magyar válogatott vízilabdázó
- Anzenhofner Ignác (XVIII. sz.) szobrászművész
- Balajti Ádám (1991. március 7.–) labdarúgó
- Balogh Ágnes (1957. október 8.–) bábszínésznő
- Balogh László (1930–2002) kinetikus művész, festőművész
- Babocsay Sándor (1846–1930) ügyvéd, magyar királyi kormányfőtanácsos
- Bakó Jenő (1921–2000) úszó, edző, sportvezető, szakíró
- Bárány István (1907–1995) olimpiai ezüstérmes, Európa-bajnok úszó, edző, sportvezető, szakíró
- Bajzát Péter  (1981. június 22. –) labdarúgó
- Bartha István (1719–1785) egri kanonok és a hétszemélyes tábla ülnöke
- Bárdos Margit (1954. július 29.–) színésznő
- Besenyő János (1972. szeptember 30. –) nyugállományú ezredes, egyetemi tanár
- Besznyák István (1931–2017) Széchenyi-díjas onkológus
- Béres-Deák Katalin (1966–) bábművész, színésznő
- Bíró Lajos Pál (1906-1985) irodalomtörténész, nyelvész, szerkesztő.
- Bitskey Aladár (1905–1991) olimpikon (Amszterdam, 1926), úszóedző, többszörös országos bajnok
- Bitskey István (1940–) egyetemi tanár, az irodalomtudományok doktora, az MTA tagja
- Bollók Csaba (1963–) filmrendező (Észak, Észak, Miraq, Iszka utazása)
- Borbás Ignác (1730. november 9.–1803. január 10.) minorita rendi szerzetes és hitszónok
- Breznay Imre (1870–1944) helytörténész, újságíró
- Bródy Sándor (1863. július 23.–1924. augusztus 12.) magyar író, drámaíró és publicista
- Czillich Anna (1893–1923) festőművész
- Csíky Sándor (1805–1892) ügyész, országgyűlési képviselő, a szabadságharc ezredese, Eger polgármestere (1861–)
- Csonka Zsuzsanna (1956-) operaénekes
- Csuhay József (1957. július 12.–) magyar labdarúgó
- Dobrányi Géza (1921–1990) vegyészmérnök, a magyar színes filmlaborálás megteremtője
- Dudás Imre (1700–1766) minorita rendi szerzetes, bölcseleti és teológiai doktor
- Egri János (1810–1846) színművész
- Egri Lajos (1888–1967) amerikai magyar drámaíró
- Erdélyi Éva (1943–1978) úszó olimpikon
- Erdélyi József (1827 – 1869. május 17.) megyei főjegyző
- Eszterhás István (1941. január 24.–) nyugdíjas tanár, barlangkutató, vulkanológus
- Fajcsák Henrietta (1980–) gyermekkori autizmussal élő költő, író, festőművész
- Fáy Györgyi (1924-2014) színésznő
- Fehér Zsombor (1979-) kétszeres Fonogram-díjas zenész, zeneszerző, a Kerekes Band frontembere.
- Fekete Alajos (1915–2005) színész
- Fenyvessy Ferenc (1855. szeptember 9. – Veszprém, 1903. június 3.) jogász, újságíró, főispán, politikus.
- Fesztbaum Béla (1975–) Jászai Mari-díjas színész
- Forgács Péter (1957) színész
- Frankl István (1835-1913) iskolaigazgató, tanfelügyelő
- Golen Mária (1964–) bábművész, színésznő
- Grónay Sándor (1842–1897) Eger polgármestere (nevéhez fűződik a dohánygyár és Eger első közvilágítási rendszere)
- Hatos Gábor (1983–) világ- és Európa-bajnoki bronzérmes magyar birkózó
- Henkel Gyula (1944-1991) színész
- Hevesi István (1931–2018) olimpiai bajnok vízilabdázó, úszó, edző
- Hesz János Mihály (1768–1833 k.) festőművész (Líceumi kápolna oltárképe)
- Hibay Éva (1955-) magyar-finn fuvolaművész, zenepedagógus
- Hunyadi Buzás Endre (1895–?) magyar főügyész, országgyűlési képviselő
- Hüse Csaba (1974–) színész
- Illés György (1914–2006) 66 magyar játékfilm operatőre (Pál utcai fiúk, Fekete  gyémántok stb.)
- Juhász István színész (1978-)
- Kácsor Zsolt (1972–) író, újságíró
- Katona Attila (1981. június 16.–) magyar labdarúgó
- Katona József (1941–) Európa-bajnok úszó, vízilabdázó, edző
- Kádas Géza (1926–1979) olimpiai ezüstérmes, Európa-bajnok úszó
- Kálnoky László (1912–1985) költő, műfordító
- Kárpáti Károly (1906–1996) – birkózó, az 1936-os berlini olimpia aranyérmese
- Kautzky Armand (1964. november 12.–) magyar színművész
- Kocsor Zsolt (Kozsó) (1965–) énekes, zeneszerző, szövegíró, producer
- Komóczi Mihály (1968–) klinikai szakpszichológus, igazságügyi szakértő
- Kovács János (1764–1834) pedagógus, mecénás, az MTA tagja
- Kovács Klaudia többszörös díjnyertes magyar-amerikai rendező, színművésznő, producer
- Kováts Terus (1897–1958) színésznő, érdemes művész
- Kroó György (1926–1997) a 20. századi magyar zenekritika és zenetörténet-írás egyik legnagyobb alakja
- Lenkey János (1807–1850) honvéd tábornok
- Lőkös István (1933–) egyetemi tanár, az irodalomtudomány doktora, a Horvát Tudományos és Művészeti Akadémia levelező tagja
- Maczki Valér (1847–1921) író, tanár
- Madaras Norbert (1979–) kétszeres olimpiai- (2004, Athén, 2008 Peking) és kétszeres világbajnok vízilabdázó (2003 és 2013, Barcelona)
- Martus Ferenc (1907–1998) aranyjelvényes túravezető, természetvédő
- Mayer Ferenc Kolos (1899–1988) orvostörténész, bibliográfus
- Magyar Éva (1976–) színésznő
- Nagy Adrienn (1979–) színésznő
- Nagy János (1844–1909) orvos
- Mednyánszky Sándor (1816–1869), a szabadságharc egyik alezredese
- Montvai Tibor (1978. november 23.–) magyar labdarúgó
- Náray Erika (1967–) színésznő
- Pápay Klára (1900–1984) színésznő, iró, műfordító
- Piller György (1899–1960) vívóedző, kardvívó olimpiai bajnok (1932, Los Angeles)
- Popovits Zoltán (1940–) szobrászművész
- Povolny Ferenc (1777–1848), a hortobágyi kilenclyukú híd építésze
- Rajeczky Benjamin (1901–1989) népzene- és gregoriánkutató
- Rétfalvi Tamás (1986–) színész
- Rónai Mihály (született Rosenberg Miksa) (1879 – 1945. január 10.)[1] állatorvos, állat-egészségügyi főtanácsos, író, novellista, publicista. Rónai Mihály András író, költő, műfordító apja, Hauser Emma orvos férje, Rónai Dénes fotográfus és Rónai Hermin színésznő testvére, Székely Aladár fényképész unokatestvére.
- Sebestény Gyula (1887–1954) Kossuth-díjas tüdősebész
- Serf Egyed (1955–) Aase-díjas színész
- Sike András (1965–) birkózó, olimpiai bajnok (1988, Szöul)
- Smuczer Angéla (1982. február 11.–) válogatott labdarúgó, középpályás
- Stefán István (1940–2013) mérnök, üzletember, vállalkozó, a Medimetal alapítója, a traumatológiai implantátumgyártás magyarországi meghonosítója
- Suha Balogh József (1913-1974) hegedűművész, zeneszerző, cigányprímás
- Szabó László (1927–2002) szobrászművész
- Szederkényi Nándor (1838–1916) újságíró, helytörténész, politikus
- Szekeres Adrien (1973. október 6.–) magyar énekesnő, dalszerző
- Szepesy Ignác (1780–1838), a Pécsi Püspöki Tanítóképző és Jogakadémia alapítója, az MTA tiszteleti tagja
- Szikora György, id. (1751–1806) festő;
- Szikora György, ifj. (1788–1862) festő;
- Takács László (1968–), a Pázmány Péter Katolikus Egyetem oktatója, a nyelvtudomány kandidátusa
- Takács Péter (1955–) jogász, egyetemi oktató; jogfilozófus, az államelmélet művelője
- Turay József (1905–1963) világbajnoki ezüstérmes, Közép-európai Kupa-győztes, ötszörös magyar bajnok labdarúgó.
- Türk Frigyes (1852. április 16.–1911. április 9.) okleveles főgimnáziumi tanár
- Vermes Albán (1957–2021) úszó, olimpiai ezüstérmes, 16-szoros magyar bajnok
- Vértesi Arnold (1834–1911) író, újságíró
- Virág Ibolya (1950–) műfordító-könyvkiadó, művelődésszervező. A magyar irodalom és kultúra népszerűsítője Franciaországban.
- Vitkovics Mihály (1778–1829) szerb költő, meseíró, műfordító
- Ziffer Sándor (1880–1962) festőművész, a nagybányai festészet neomodern szárnyának egyik képviselője

## Egerben éltek vagy élnek
- Bezegh András (1788– Eger, 1859. május 17.) egri őrkanonok és apát, szentszéki vizsgáló
- Biros Péter (1976-) háromszoros olimpiai bajnok, világbajnok vízilabdázó
- Kovács Kati (1944–) Kossuth- és Liszt Ferenc-díjas magyar énekesnő, dalszerző, színésznő
- Galambos Tamás (1939-) Munkácsy-díjas magyar festőművész
- Tordai Teri (1941–) Kossuth-díjas és Jászai Mari-díjas magyar színművésznő
- Szécsi Zoltán (1977-) háromszoros olimpiai bajnok, világbajnok vízilabdázó